# Ampus
Ampus är en kommun i departementet Var i regionen Provence-Alpes-Côte d'Azur i sydöstra Frankrike. Kommunen ligger i kantonen Draguignan som tillhör arrondissementet Draguignan. År 2022 hade Ampus 894 invånare.

## Befolkningsutveckling
Antalet invånare i kommunen Ampus
| Referens: INSEE |